# Josué Henry
Pour les articles homonymes, voir Henry et Lindi (homonymie).
Le chevalier Josué Henry de la Lindi, né le 16 décembre 1869 à Bohan et mort le 31 mars 1957 à Ixelles (Belgique), est un officier, explorateur et géologue belge de l'État indépendant du Congo et du Congo belge.
Il est connu en Belgique pour son rôle dans les campagnes anti-esclavagistes. Il participe à la répression de la révolte des Batetela lors de la bataille de la Lindi en 1897.

## Biographie

### Famille et jeunesse
Jean-Baptiste Josué Henry est né à Bohan le 16 décembre 1869, fils de Léon Henry, cloutier, et de Marie Avril. Il est troisième fils d'une famille d'artisans ardennais. Il épouse Maria Josephine Jottay le 12 septembre 1900 à Bohan. Il est le père de Paul Henry de la Lindi, héros de la Seconde Guerre mondiale.
Comme sa famille n'a pas les moyens pour l'envoyer au collège, il intègre la carrière militaire. À seize ans, il est volontaire au 2e régiment de Chasseurs à pied en garnison à Mons, devenant caporal et ensuite sergent. Avec Adolphe de Meulemeester (plus tard vice-gouverneur général du Congo belge), il prépare le concours d'entrée à l'École royale militaire où il est admis en 1889. Il en sort en 1891 avec le grade de sous-lieutenant. Le 6 octobre 1892, à bord du Lualaba, il s'embarque pour l'État indépendant du Congo, fondé en 1885 par le roi Léopold II de Belgique.

### Carrière militaire

#### Les campagnes anti-esclavagistes
Josué Henry arrive au Congo en 1892 et sert dans la Force publique, participant aux campagnes anti-esclavagistes dans la guerre pour le contrôle des ressources du Congo entre les troupes coloniales belges (la Force Publique de Francis Dhanis) et les esclavagistes arabo-swahilis (zanzibarites), tels que Tippo Tip, qui contrôlent le commerce de l'ivoire et d'esclaves autour des Grands Lacs.
Josué Henry est chargé par le commandant Fivé d'occuper la région entre les Stanley Falls et la rivière Lomami, où campent les troupes de arabo-swahilis de Rachid, refoulés par le lieutenant Chaltin. Henry les vainc grâce à une tactique mélangeant mobilité et surprise, en gagnant le surnom de Bwana N'Deke (« le blanc qui se déplace avec la rapidité de l'oiseau »). Pendant deux ans, Henry commande une compagnie sous les ordres de commandant Lothaire contre le chef Rumaliza.
En 1892, à son arrivée au Congo, Henry rencontre le géologue belge Jules Cornet qui fait partie de la mission du commandant Lucien Bia. Cornet sera à la base de son intérêt pour la géologie.

#### L'affaire Stokes
En 1894, Josué Henry est promu lieutenant ; entre mai et décembre il poursuit le chef Kibonge à Makala, en s'emparant de son camp par surprise. Kibonge, reconnu coupable de la mort d'Emin Pacha, sera fusillé le 1er janvier 1895. Grâce à ses lettres, Henry découvre que le mercenaire irlandais Charles Stokes, qui travaille aussi pour l'Allemagne, ravitaille les arabo-swahilis en armements.
Stokes sera ensuite capturé par Henry et fait pendre par le commandant Lothaire, le 14 janvier 1895, après une cour martiale qui le reconnait coupable de brigandage. L'assassinat de Stokes cause des répercussions diplomatiques : la Grande-Bretagne et l'Allemagne se plaignent du manque de garanties légales dans le procès ; pour ne pas se créer trop de problèmes, l'État indépendant du Congo décide de verser des indemnités. Henry est témoin au procès de Lothaire à la cour de Boma et au Conseil supérieur de l'État indépendant du Congo à Bruxelles, où Lothaire est acquitté.
En parallèle à sa carrière militaire, Henry commence par prospecter dans le nord de l'Ituri. En 1895, il découvre un bloc de quartz aurifère dans le ruisseau Agola à Kilo.

#### La révolte desBatetelaet la bataille de la Lindi
En novembre 1895, Henry vient soutenir Lothaire pour faire face à la révolte des Batetela à Luluabourg. En 1896, avec le grade de commandant de 2e classe, Henry rentre en Belgique, où il est reçu par Léopold II qui lui décerne la médaille de la campagne arabe, la Croix de chevalier de l'Ordre royal du Lion et l'Étoile de Service.
En 1896, Henry repart au Congo en tant que capitaine-commandant de 1re classe. Il est désigné pour les Stanley Falls et attaché à la mission de Francis Dhanis.
Le 1er avril 1897, il apprend de la révolte des Batetela, qui se sont révoltés à la suite de l'exécution de certains de leurs chefs, et ont ensuite été rejoints par les bantus arabisés. Henry, avec ses fidèles sergents Djoko et Lufungula, arrêtent les rebelles au passage de l'Ituri pendant que Dhanis se rend aux Stanley Falls pour préparer la résistance. Le 15 juillet 1897, sur la rivière Lindi, Henry avec 600 hommes affronte 2 500 - 3 000 rebelles Batetela. Henry compte 120 tués et blessés tandis que les révoltés, qui prennent la fuite, comptent 400 tués et autant de blessés.
Le 14 octobre 1897, le capitaine-commandant Henry est promu chevalier de l'Ordre de l'Étoile africaine. 

#### La Campagne vers le Nil blanc

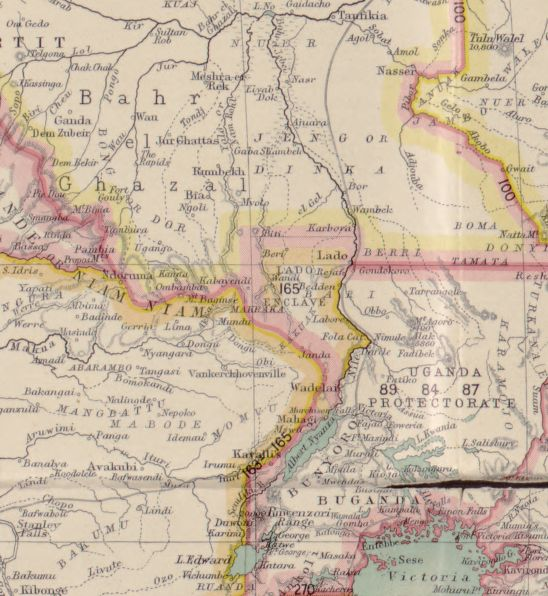
Carte de l'enclave de Lado

Après la crise de Fachoda de 1898, Léopold II reprend l'idée d'occuper le nord de l'enclave de Lado du Bahr el Ghazal (le Soudan du Sud).

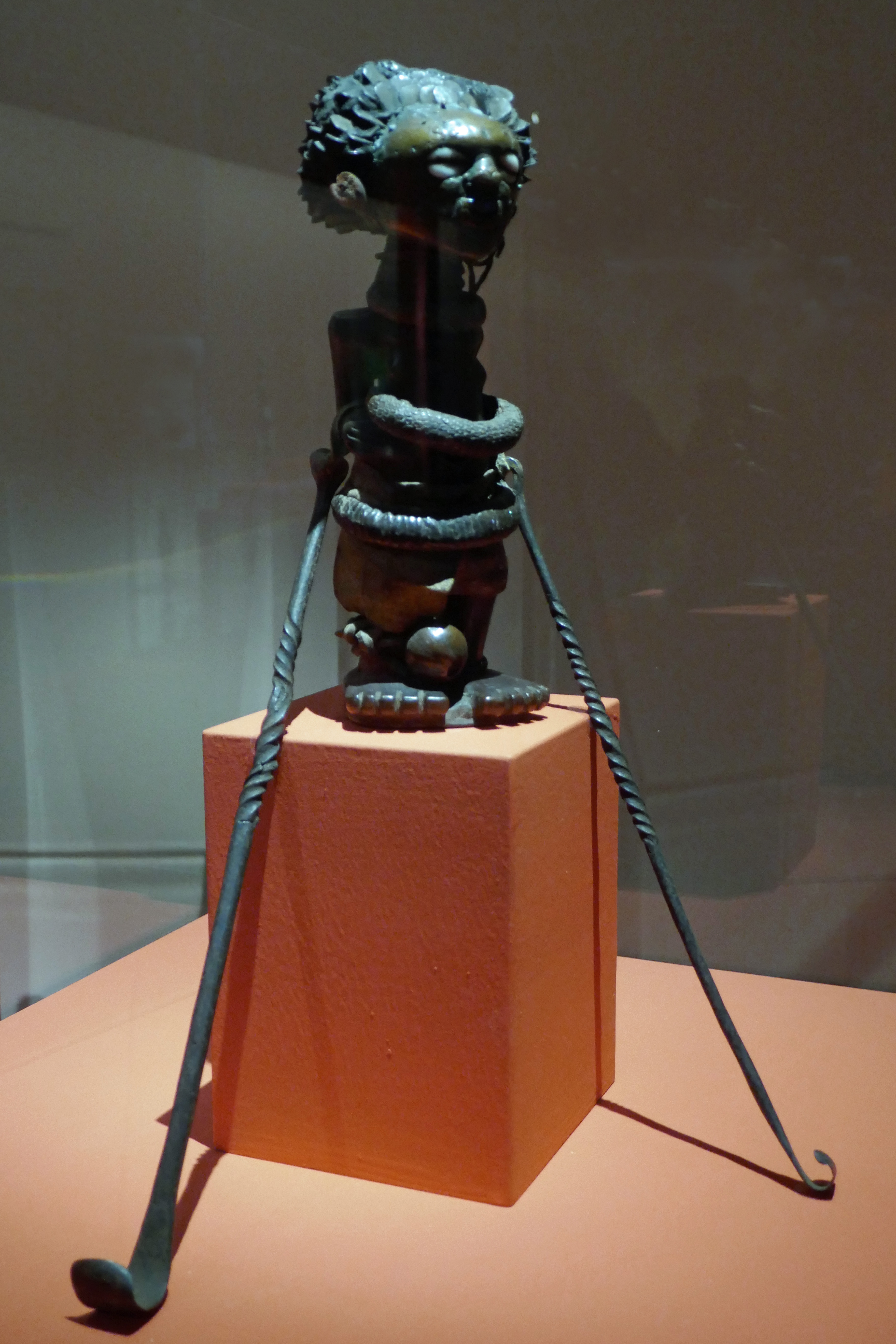
Figure protectrice nkishi découverte en 1897 par Henry, abandonnée selon lui sur le champ de bataille par des guerriers songye.

En novembre 1897, le roi Léopold II demande à Henry de rejoindre l'enclave de Lado avec une colonne de 500 hommes, pour empêcher le retour des Arabo-Swahilis, avant le regroupement de la colonne de Dhanis. Henry fonde le poste de Kero à la limite nord de l'enclave. Le commandant de Lado est au terme de son séjour en Afrique et remet à Henry le commandement de la région fin 1898. C'est à Kero que le capitaine-commandant Henry reçoit l'ordre de franchir les barrages du Nil blanc et dépasser la frontière nord de l'Enclave, fixée en 1894 avec la France au parallèle 5 et demi. Avec le prétexte de ravitailler Lado en la reliant à Karthoum. Mais Henry trouve le Nil obstrué par des herbes, et son steamer Van Kerckhoven doit rentrer à Kero, où il apprend par courrier que Chaltin va arriver pour prendre le commandement de Lado. Furieux de devoir abandonner son commandement, Henry tente une seconde fois le voyage avant l'arrivée de Chaltin. Pour ne pas donner de soupçons, Henry accompagne un capitaine anglais et des français de la mission du commandant Marchand; ils abandonnent le steamer pour continuer le voyage à bord d’allèges, et sont ensuite récupérés par le vapeur anglais du major Peake qui essaye d'ouvrir le Nil à la navigation, avec lequel ils arrivent à Khartoum en 1900.
La présence d'officiers belges à Karthoum crée un malaise diplomatique car l’intérêt de Léopold II sur le Bahr el Ghazal est désormais connu. À la suite des pressions britanniques, Henry reçoit l'ordre de remonter sur le Van Kerckhoven et de revenir à Kero, où il parvient le 1er mai 1900 pour ensuite rentrer en Europe.

#### Retour en Belgique
En 1900 Josué Henry revient en Belgique pour se marier et reçoit un sabre d'honneur du roi Léopold II. Pendant 11 ans, il reste en garnison à Mons car les relations tendues avec la France et la Grande-Bretagne ne permettent plus au roi Léopold II de justifier sa présence à l'est du Congo.
Henry profite du séjour en Belgique pour suivre les cours de géologie de Jules Cornet à l'École des mines du Hainaut, où il étudie la géologie du bassin de la Semois.
Grâce à l'aide du vice-gouverneur Justin Malfeyt, de 1911 à 1913 Henry est à nouveau au Congo, où il est nommé commissaire général de la Province orientale. Il est chargé de prospecter la région. Henry revient à Kilo, où il avait trouvé le bloc de quartz aurifère; dès 1902, des prospecteurs australiens ont signalé l'existence d'un important gisement d'or. Dès 1912, on trouve dans les lettres d'Henry la revendication de la découverte de l'or de Kilo.
Henry rentre en Belgique en novembre 1913, et envoie à Cornet un mémoire sur la géologie de l'Aruwimi-Uele, avec lequel il espère obtenir le diplôme d'ingénieur-géologue, mais en 1914 il repart au Congo sans avoir présenté la défense publique de son mémoire.

#### LaPremière Guerre mondialeen Afrique
Josué Henry revient au Congo en mai 1914. C'est là où il apprend le déclenchement de la Grande Guerre en août 1914. Le vice-gouverneur général Malfeyt lui confie le commandement des troupes à la frontière avec l'Afrique orientale allemande. Henry repousse les allemands de Goma lors de la bataille du mont Lubafu le 4 octobre 1914, étant ainsi nommé officier de l'Étoile africaine après la victoire.
Le gouvernement belge envisage d'attaquer le Rwanda allemand, avec le soutien britannique de l'Ouganda. Henry n'est pas d'accord, il considère que les troupes belges ne disposent pas d'assez de munitions pour mener une invasion. Mais le gouvernement belge ne considère pas son avis et nomme plutôt le général Tombeur à la tête des opérations. Henry doit préparer l'invasion du Rwanda, mais l'offensive est retardée. Le ministre des colonies Jules Renkin reproche à Henry un manque d'organisation; Henry remet son commandement le 1er décembre 1915, pour incorporer le 2e régiment de Chasseurs à pied sur le front de l'Yser en 1916, participant, à la tête de son bataillon puis du 3e régiment de Chasseurs à pied, à la campagne libératrice à l'automne 1918. À deux reprises, il est blessé.
Le 26 décembre 1918, il est nommé lieutenant-colonel commandant du 14e régiment de Ligne de Liège et participe à l'occupation de la Rhénanie. Henry est nommé colonel en 1920. Il prend sa retraite comme colonel en 1924 et passe au cadre de la réserve. Il sera encore promu général-major puis lieutenant-général honoraire, grade le plus élevé dans la hiérarchie militaire belge.

### Henry géologue et vétéran colonial
Après la Première Guerre mondiale, la Société internationale forestière et minière du Congo (ou Forminière) propose à Henry de prospecter pour elle. Il est alors détaché au service de la colonie et, en 1920, il est mis à la disposition de la Forminière. Il reste deux ans au Congo et note toutes les observations qu'il fait dans un mémoire publié dans les Annales de la Société géologique de Belgique.
En 1924, à 55 ans, il est admis comme membre effectif de la Société belge de géologie. Il prend la même année sa pension militaire. Il continue alors la prospection pour diverses compagnies minières et revient plusieurs fois au Congo.
En 1928, soucieux de défendre la mémoire des anciens vétérans d'Afrique, il devient président de l'Association des Vétérans coloniaux. Il donne de nombreuses conférences et écrit beaucoup d'articles sur l'État indépendant du Congo et les anciens officiers de la Force publique.
Ses travaux vont lui permettre d'être membre associé en 1930 puis membre titulaire de la Section des Sciences naturelles et médicales de l'Institut royal colonial belge en 1936. Peu après il devient membre de la Commission géologique du ministère des Colonies.
Il revient au Congo en 1948 avec sa femme pour assister au cinquantième anniversaire du chemin de fer du Bas-Congo. 
En 1952, il remporte un procès qu'il avait intenté au général Georges Moulaert qui revendiquait la découverte de l'or de Kilo. À ce moment, sa santé se dégrade et il commence à rédiger ses mémoires qu'il n’achèvera jamais. La même année, Léopold III le décore de la Grand-croix de l'Ordre de l'Étoile africaine.
Il meurt le 31 mars 1957 à l'âge de 88 ans. Sentant sa mort prochaine, il avait demandé une faveur à son ami géologue Sluys : « Si jamais tu reprends la plume pour parler de moi, n'oublie pas d'écrire que j'ai beaucoup aimé les indigènes des pays que j'ai parcouru et que je sais qu'ils me le rendaient bien »[réf. nécessaire].

## Hommages et distinctions
Une manifestation se tient le 4 septembre 1927 à Mons en l'honneur d’Henri en souvenir du trentième anniversaire de la bataille de la Lindi.
En octobre 1938, le roi Léopold III anoblit Henry avec le titre de chevalier transmissible à sa descendance en souvenir de sa victoire à Lindi. Il devient ainsi Henry de la Lindi.
On trouve des rues général Henry à Soignies et à Etterbeek et la place Henri de la Lindi dans son village natal de Bohan.
Il a reçu les distinctions suivantes :
- Grand officier de l'ordre de Léopold II avec glaives (Belgique).
- Croix de guerre 14-18 (Belgique).
- Grand-croix de l'ordre de l'Étoile africaine en 1952 (État indépendant du Congo).
- Chevalier de l'ordre royal du Lion en 1927 (État indépendant du Congo).
- Étoile de Service (État indépendant du Congo).
- Médaille de la Campagne arabe (État indépendant du Congo).
- Commandeur de l'ordre de l'Étoile noire (France).